# Franciszek Ksawery Rydzyński
Franciszek Ksawery Rydzyński herbu Wierzbna (ur. 13 lipca 1734 w Wyrzysku, zm. 16 października 1814 w Nieżychowie) – biskup chełmiński, senator Księstwa Warszawskiego, kustosz gnieźnieński, sufragan poznański.

## Życiorys
Święcenia kapłanskie otrzymał 17 listopada 1757. 18 września 1780 został mianowany biskupem pomocniczym poznańskim, otrzymując tutularną diecezję Nilopolis. 14 stycznia 1781 biskup Antoni Onufry Okęcki udzielił mu sakry biskupiej. Współkonsekratorami byli biskup Antoni Maciej Sierakowski oraz biskup Krzysztof Hilary Szembek. 
W 1790 roku był członkiem Komisji Porządkowej Cywilno-Wojskowej dla województwa poznańskiego i powiatu poznańskiego. 
10 października 1795 został wybrany na biskupa diecezji chełmińskiej. Decyzja ta została potwierdzona 18 grudnia 1795. Ingres miał miejsce 17 września 1796. Zmarł 16 października 1814.

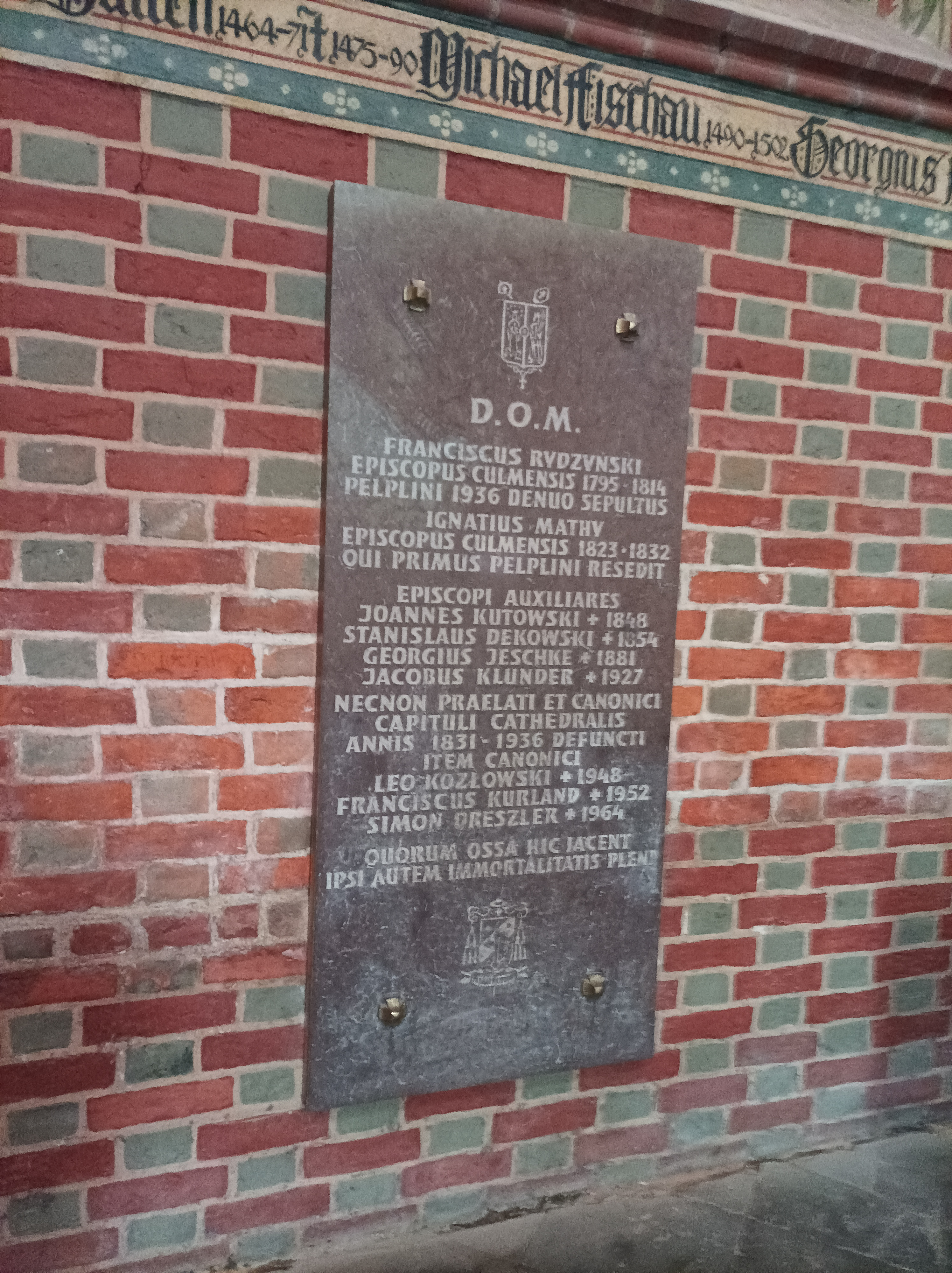
Płyta nagrobna w katedrze pelplińskiej

Odznaczony Orderem Świętego Stanisława w 1780 roku. W 1793 odznaczony pruskim Orderem Orła Czerwonego.